# Japan Rugby League One
Japan Rugby League One, anteriormente conocida como Top League, es la máxima competición de rugby disputada en Japón. 
La Unión Japonesa de Rugby creó la competición en 2003, absorbiendo el Japan Company Rugby Football Championship. El arquitecto principal de la liga fue Hiroaki Shukuzawa, quien sintió firmemente la urgencia de mejorar el rugby de las empresas nacionales japonesas a un nivel profesional que permitiera a Japón competir de manera más convincente en las Copas Mundiales de Rugby.
Hasta 2022, era una liga industrial, donde muchos jugadores eran empleados de su empresa y los equipos eran todos propiedad de grandes empresas. Si bien la competencia era conocida por pagar salarios altos, solo jugadores extranjeros de clase mundial y un pequeño número de jugadores japoneses jugaban de manera totalmente profesional, lo que significaba que la mayoría de los jugadores todavía jugaban de manera amateur. La temporada retrasada de 2021 fue la última temporada de la Top League, y la JRFU adoptó un nuevo sistema de tres niveles totalmente profesional a partir de 2022.  En enero de 2021 se anunciaron a los medios más detalles sobre la nueva estructura. Con 25 equipos, los 12 clubes de primer nivel se dividirían en dos conferencias, con siete equipos compitiendo en la división dos y seis en la división tres.  La nueva competición se anunció formalmente como Japan Rugby League One en julio de 2021. 
La primera temporada 2003-04 contó con 12 equipos. La liga se amplió a 14 equipos en 2006-07 y 16 equipos en 2013-14. Si bien la temporada de la Japan Rugby League One  se superpone con el inicio de la temporada del Super Rugby,  la Top League juega durante la temporada baja del Super Rugby . Por lo tanto, muchos profesionales extranjeros a tiempo completo de países del hemisferio sur jugaron en la Top League, en particular Tony Brown, George Gregan y Dan Carter . En la década de 2010, los salarios en la Top League aumentaron hasta convertirse en algunos de los más altos del mundo del rugby; en 2012, se informó ampliamente que el sudafricano Jaque Fourie, ahora con Kobelco Steelers, era el jugador mejor pagado del mundo. 

## Momentos destacados
- 2006-07: La liga se amplió de 12 a 14 equipos.
- 2007-08: Se introdujo un sistema de cronometraje independiente del árbitro.
- 2008-09: Se introdujeron las decisiones del árbitro de video (TMO) para el torneo de play-off de la Microsoft Cup.
- 2008-09: Se permite que tres jugadores extranjeros por equipo estén en el campo al mismo tiempo, uno más que antes. Además, se permite que un miembro de una unión asiática (como el surcoreano Kim Kwang Mo de Sanyo Wild Knights ) entre al campo para representar a cada equipo.
- 2009-10: Uno de los tres jugadores extranjeros permitidos en el campo debe haber jugado, o ser elegible, para Japón.
- 2013-14: La liga se amplió de 14 a 16 equipos.
- 2014-15: Se introducen las decisiones del árbitro de vídeo (TMO) para todos los partidos de la liga.
- 2014-15: Torneo de playoffs patrocinado como la Copa Lixil.
- 2021: Se anuncia Japan Rugby League One como el nuevo nombre de la liga, a partir de la temporada 2022.

## Equipos de la temporada 2024-25
| Club                                                | Ciudad   | Entrenador      | Ciudad                                | Capacidad |
| --------------------------------------------------- | -------- | --------------- | ------------------------------------- | --------- |
| Black Rams Tokyo リコーブラックラムズ東京           | Tokio    | Tabai Matson    | Komazawa Olympic Park Stadium         | 20 010    |
| Brave Lupus Tokyo 東芝ブレイブルーパス東京          | Tokio    | Todd Blackadder | Ajinomoto Stadium                     | 49 970    |
| Kobe Steelers コベルコ神戸スティーラーズ            | Hyōgo    | Dave Rennie     | Noevir Stadium Kobe                   | 30 132    |
| Mie Heat 三重ホンダヒート                           | Mie      | Kieran Crowley  | Mie Suzuka Sports Garden              | 12 000    |
| Sagamihara DynaBoars 三菱重工相模原ダイナボアーズ   | Kanagawa | Glenn Delaney   | Sagamihara Gion Stadium               | 15 300    |
| Saitama Wild Knights 埼玉パナソニックワイルドナイツ | Saitama  | Robbie Deans    | Kumagaya Rugby Ground                 | 24 000    |
| Shizuoka Blue Revs 静岡ブルーレヴズ                 | Shizuoka | Yuichiro Fujii  | Yamaha Stadium                        | 15 165    |
| Spears Tokyo Bay クボタスピアーズ船橋・東京ベイ     | Chiba    | Frans Ludeke    | Edogawa Stadium                       | 6950      |
| Tokyo Sungoliath 東京サントリーサンゴリアス         | Tokio    | Kosei Ono       | Chichibunomiya Rugby Stadium          | 27 188    |
| Toyota Verblitz トヨタヴェルブリッツ                | Aichi    | Steve Hansen    | Paloma Mizuho Rugby Stadium           | 15 000    |
| Urayasu D-Rocks 浦安ディーロックス                  | Chiba    | Greig Laidlaw   | Chichibunomiya Rugby Stadium          | 27 188    |
| Yokohama Eagles 横浜キヤノンイーグルス              | Kanagawa | Keisuke Sawaki  | NHK Spring Mitsuzawa Football Stadium | 15 454    |

## Campeones
| Temporada              | Campeones                                    |
| Top League             | Top League                                   |
| ---------------------- | -------------------------------------------- |
| 2003–04                | Kobelco Steelers (1)                         |
| 2004–05                | Toshiba Brave Lupus (1)                      |
| 2005–06                | Toshiba Brave Lupus (2)                      |
| 2006–07                | Toshiba Brave Lupus (3)                      |
| 2007–08                | Suntory Sungoliath (1)                       |
| 2008–09                | Toshiba Brave Lupus (4)                      |
| 2009–10                | Toshiba Brave Lupus (5)                      |
| 2010–11                | Sanyo Wild Knights (1)                       |
| 2011–12                | Suntory Sungoliath (2)                       |
| 2012–13                | Suntory Sungoliath (3)                       |
| 2013–14                | Panasonic Wild Knights (2)                   |
| 2014–15                | Panasonic Wild Knights (3)                   |
| 2015–16                | Panasonic Wild Knights (4)                   |
| 2016–17                | Suntory Sungoliath (4)                       |
| 2017–18                | Suntory Sungoliath (5)                       |
| 2018–19                | Kobelco Steelers (2)                         |
| 2019–20                | Temporada cancelada por pandemia de COVID-19 |
| 2021                   | Panasonic Wild Knights (5)                   |
| Japan Rugby League One |                                              |
| 2022                   | Saitama Wild Knights (6)                     |
| 2022-23                | Spears Funabashi (1)                         |
| 2023-24                | Toshiba Brave Lupus (6)                      |
| 2024-25                | Toshiba Brave Lupus (7)                      |
| 2025-26                | A disputarse                                 |